# Livio Tamberi
Livio Tamberi (Pontedera, 18 marzo 1939 – Santa Maria Maggiore, 7 marzo 2020) è stato un politico e dirigente d'azienda italiano, già Presidente della Provincia di Milano a fine Novecento, il primo ad essere eletto direttamente dai cittadini.

## Biografia
Dirigente d'azienda, sposato con quattro figli, Tamberi si laureò in Economia all'Università Commerciale Luigi Bocconi di Milano, e lavorò in varie aziende parapubbliche, come Finlombarda.
In politica si iscrisse da giovane nella Democrazia Cristiana, con la quale divenne consigliere comunale di Nerviano, e fu scelto come segretario provinciale milanese poco prima che il partito si trasformasse nel PPI.
Nel 1995 fu eletto alla presidenza della Provincia alla guida della coalizione di centrosinistra dell'Ulivo vincendo al ballottaggio con il 53% dei voti; alle successive elezioni del 1999 fu sconfitto da Ombretta Colli del centrodestra.
Morì il 7 marzo 2020, pochi giorni prima di compiere 81 anni.